# Frederik Garcia
Pour les articles homonymes, voir Frédéric García (homonymie) et García.
 (janvier 2017).
Olson, né en mai 1954, est un dessinateur de bande dessinée français.

## Œuvres
1. Julia (1990)
2. Mi-anges/mi-démons (2002)